# Hasan Zahedi
Hasan Zahedi es un deportista iraní que compitió en taekwondo.
Ganó dos medallas en el Campeonato Mundial de Taekwondo, en los años 1985 y 1989, y dos medallas en el Campeonato Asiático de Taekwondo, en los años 1978 y 1986.

## Palmarés internacional
| Campeonato Mundial  | Campeonato Mundial      | Campeonato Mundial | Campeonato Mundial |
| Año                 | Lugar                   | Medalla            | Categoría          |
| ------------------- | ----------------------- | ------------------ | ------------------ |
| 1985                | Seúl (Corea del Sur)    | Medalla de plata   | –83 kg             |
| 1989                | Seúl (Corea del Sur)    | Medalla de bronce  | –83 kg             |
| Campeonato Asiático |                         |                    |                    |
| Año                 | Lugar                   | Medalla            | Categoría          |
| 1978                | Hong Kong (Reino Unido) | Medalla de bronce  | –68 kg             |
| 1986                | Darwin (Australia)      | Medalla de bronce  | –76 kg             |